# John George
John George (جون جورج; Aleppo, Syrië, 20 januari 1898 - Los Angeles, 25 augustus 1968) was een dwerg van 1.27 m die in ten minste 212 films en televisieseries verscheen tussen 1916 en 1960. 

## Carrière
George werd als Tufei Filthela geboren in Syrië en begon zijn carrière een ongenoemde rol in Bobbie of the Ballet uit (1916). Daarna zou hij regelmatig verschijnen in fims van Rex Ingram en Lon Chaney sr. Hij werkte met de grote sterren van die tijd, maar meestal was zijn rol maar bescheiden en bleef zijn inbreng beperkt tot bijrollen.
Opmerkelijk genoeg speelde hij de rol van Humpy in twee films met de naam Outside the Law. Het gaat hier om het origineel uit 1920 en de remake uit 1930.
John George bleef werkzaam als filmacteur tot aan zijn dood op 70-jarige leeftijd in 1968.

## Gedeeltelijke filmografie
- Bobbie of the Ballet (1916)
- Black Orchids (1917)
- Pirate Gold (1920)
- Outside the Law (1920)
- Where the Pavement Ends (1923)
- Don Juan (1926)
- Outside the Law (1930)
- Mesa of Lost Women (1953)

- International Standard Name Identifier: 0000 0000 4556 461X
- Library of Congress Control Number: no2002111674
- Système universitaire de documentation: 077931831
- Virtual International Authority File: 14448682
- WorldCat: E39PBJkTbqPhr6GRCb8hBcj6Kd